# Equipo de Fed Cup de Suiza
El equipo suizo de Copa Billie Jean King es el representativo de Suiza en la máxima competición internacional a nivel de naciones del tenis femenino, y es administrado por la Swiss Tennis.

## Historia
Su mejor actuación de la Copa Billie Jean King es ser campeonas en 2022, además llegaron a dos finales más en 1998 y 2020-21. En la primera final, Suiza dominó 2-1 pero perdió contra España 3-2.